# 画桥镇
画桥镇，是中华人民共和国江西省鹰潭市余江区下辖的一个乡镇级行政单位。

## 行政区划
画桥镇下辖以下地区：
红都社区、大桥村、百子村、王坊村、画桥村、基墩村、葛家店村和南桥林场生活区。